# Tecno Mobile
Tecno Mobile — китайский производитель мобильной техники, ориентированный на рынки Африки и Южной Азии, основанный в 2006 году в Гонконге. Входит в Transsion Holdings.

## История
Компания Tecno Mobile была основана в 2006 году, а позже сменила название на Transsion Holdings, Tecno стал её основным брендом. В начале 2008 года руководство Tecno Mobile приняло решение сосредоточить свою деятельность на рынке Африки и уже в 2010 году Tecno входил в тройку лидеров мобильных брендов Африки. В 2012 году Tecno Mobile выпустила первый смартфон, сделанный в Эфиопии. В 2016 году Tecno выпустила первый смартфон на базе ОС Android 6.0 Marshmallow.
В 2016 году на рынок Африки был выпущен смартфон для селфи, а также модели Phantom 6 и Phantom 6 Plus с биометрической системой аутентификации. Позже модель Phantom 8 была презентована в Дубае. В 2017 году Tecno Mobile представила первый смартфон с двойной вспышкой для фронтальной камеры, получивший название Camon CX. В августе 2017 года Tecno Mobile запустила серию Spark, представленную двумя моделями: Spark K7 и Spark K9.
В апреле 2016 года компания начала продажу смартфонов в Индии. В 2017 году бренд Tecno начал своё развитие на рынках Бангладеша, Непала и Пакистана.
В январе 2018 года Tecno Mobile анонсировала новый камерофон линейки Camon, его продажи начались в Нигерии, Кении, Гане, Южной Африке, Уганде и Индии. 5 апреля 2018 года Tecno Mobile выпустила Camon X и Camon X Pro в Нигерии, и это первый смартфон компании на базе ОС Android 8.1.
В сентябре 2018 года Tecno Mobile анонсировала старт продаж в России и Украине.
В апреле 2019 года компания презентовала третью модель камерацентричной линейки Spark с двойным модулем AI камеры и со встроенными фильтрами для мгновенной автоматической ретуши фотографий. Модель получила название Spark 3 Pro и была представлена в Африке, на Среднем Востоке и на Украине.
В мае 2019 года Spark 3 Pro вошёл в список смартфонов, которые разработчики Google выбрали для тестирования третьей бета-версии операционной системы Android Q.
В июле 2019 года состоялся выпуск модели смартфона Phantom 9 с тройным модулем камеры в Нью-Дели, и в Африке.
В августе 2019 года Tecno Mobile объявила о выходе новой серии Camon 12 Series на рынках Пакистана и Африки.

## Деятельность
Tecno Mobile входила в десятку крупнейших производителей смартфонов по поставкам и доле рынка во втором квартале 2018 года в мире. За этот период под брендом Tecno было продано 4,4 млн смартфонов, на 59 % больше по сравнению с аналогичным периодом 2017 года.
По итогам 2023 года Tecno заняла первое место по поставкам смартфонов в Африку (её рыночная доля на континенте превысила 40 %).

### Лаунчер HiOS
На всех смартфонах Tecno Mobile установлена собственная графическая оболочка управления — лаунчер HiOS.

## Партнёрство с «Манчестер Сити»
Tecno — официальный партнёр и поставщик смартфонов и планшетов футбольного клуба «Манчестер Сити».
30 ноября 2016 года в Манчестере Tecno Mobile и Manchester City подписали партнёрский контракт, который был продлён 11 июля 2019 года.